# ギャレット・ビショフ
ギャレット・ビショフ（Garett Bischoff、1984年4月20日 - ）、はアメリカ合衆国のプロレスラー、元レフェリー。現在はTNAに所属している。
WCW、WWE、TNAなどのメジャー団体でプロモーター、またはプロデューサーを務めているエリック・ビショフは父親である。

## 来歴

### TNA（2010-）
2010年7月のTruning Pointでギャレットはイモータルのレフェリー、ジャクソン・ジェームズ（Jackson James）のリングネームでTNAに初登場。10月のBound for Gloryではセミファイナルのスティングとハルク・ホーガンの試合にもレフェリーとして登場。スティングのスコーピオン・デスロックが極まり、ゴングを要請したところリック・フレアーをはじめにイモータルのメンバーが介入、ギャレットはエリックに背後からスチール・チェアで叩かれ、イモータルから排除されてしまう。
11月10日にImpact Wrestlingでガンナーを相手にリングデビューする。17日にも対戦しピンフォールを奪い、12月上旬にガンナーと再戦してピンフォール勝ちを納めたが、試合後にガンナーにコンクリートの上でパイルドライバーを決められてしまい、負傷という名目でストーリーラインから離れる。
2012年1月のImpact Wrestlingでバックステージに登場し、TNAに復帰する。2月2日のImpact Wrestlingでギャレットのトレーナーにハルク・ホーガンがついた。12日のAgainst All Oddsでガンナーと対戦、ギャレットのコーナーにはホーガンが、ガンナーのコーナーにはエリック・ビショフがついていた。
3月8日のImpact Wrestlingのメインイベントでジェフ・ハーディーとのタッグでガンナー、カート・アングルと対戦して勝利している。
4月のLockdownでギャレットAJスタイルズ、オースチン・エイリース、ミスター・アンダーソン、ロブ・ヴァン・ダムとチームを組み、エリック・ビショフのチーム（ブリー・レイ、ガンナー、クリストファー・ダニエルズ、カザリアン）と対戦、ギャレットがエリックからピンフォールを奪い勝利し、エリックをTNAから（ストーリー上）追い出す。
5月になると初めてディーボンの保持するTNA TV王座へ挑戦するがロビー・Eとロビー・Tの妨害を受け、ノー・コンテストになってしまう。ロビー・E、Tと対抗するためにディーボンと一時的に行動を共にするようになる。6月のSlammiversaryではディーボンとのタッグでロビー・E、Tと対戦して勝利している。8月にはディーボンとのタッグでクリストファー・ダニエルズとカザリアンのもつTNA世界タッグ・チーム王座に挑戦するようが敗北してしまう。ディーボンが8月末にTNA退団したこともあり、タッグは自然解散してしまう。
しかし、ディーボンはエイシズ・アンド・エイツ（Aces & Eights）の一員として復帰していた。11月にカート・アングルとのタッグでディーボンとエイシズ・アンド・エイツのマスクマンと対戦し、残りのエイシズ・アンド・エイツのメンバーに介入されながらも勝利している。12月のFinal Resolutionでギャレットはアングル、サモア・ジョー、ウェス・ブリスコとチームを組み、ディーボン、DOCとエイシズ・アンド・エイツのマスクマン2人と対戦し勝利している。翌週にはブリスコとタッグを結成、ロビー・E、ロビー・Tから勝利している。
2013年に入るとブリスコと共にミスター・アンダーソンとカート・アングルの試合に乱入、アンダーソンを援護してヒールターン、同時に抗争していたエイシズ・アンド・エイツに加入する。

## 得意技
スナップメア・ドライバー
エイシズ・アンド・エイツ加入後のフィニッシャー
変形フェイスロックからのSTO
クローズライン
ランニング・ショルダー・タックル
ドロップキック
フラップジャック
DDT

## その他
- モンタナという妹がいる。
- 2011年にマリー・ジェーン・ファーガソンと結婚している。
- TNAの中ではカート・アングル、ウェス・ブリスコ、ディーボンと仲がいい。